# روبرت س. باسيت
روبرت س. باسيت (بالإنجليزية: Robert C. Bassett)‏ هو ضابط ومحامي أمريكي، ولد في 2 مارس 1911، وتوفي في 5 مايو 2000.